# Burkhard Christoph Münnich

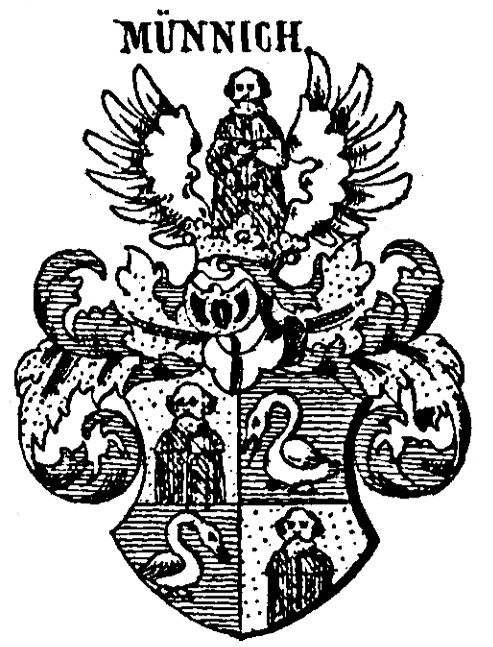
Herb

Hrabia Burkhard Christoph von Münnich (ros. Иоганн Бурхарт Kристофор Ми́них (ur. 19 maja 1683 w Neuenhuntorf, zm. 16 października?/27 października 1767 w Petersburgu) – rosyjski inżynier, generał marszałek polny od 1732, generał major wojsk koronnych od 1717, komendant Warszawy.
Z pochodzenia był Niemcem. Był typowym zawodowym żołnierzem, a uczyło się u niego sztuki wojennej wielu przyszłych znakomitych dowódców, szczególnie Gideon Ernst von Laudon i Franz Moritz von Lacy, którzy służyli pod jego dowództwem pod Oczakowem i Chocimiem. Jako polityk uważany jest za wynalazcę rosyjskiego filhellenizmu. Był hrabią Świętego Cesarstwa Rzymskiego.

## Życiorys
Münnich urodził się w Neuenhuntorf w hrabstwie Oldenburg i w młodym wieku wstąpił do służby w armii francuskiej. Później służył w armii Hesji-Darmstadt, a następnie w armii saskiej. Z armii saskiej przeszedł do służby w armii koronnej, gdzie 22 lutego 1717r. otrzymał od feldmarszałka Flemminga komendę nad Gwardią Pieszą Koronną. Za namową posła rosyjskiego w Warszawie Grzegorza Dołgorukiego w 1721r. wstąpił do służby w armii rosyjskiej na stanowisku generała inżyniera. W roku 1722 został generałem lejtnantem. Kierował pracami przy budowie kanału Ładoga i kanału odwadniającego, a także kanałów na rzece Tosna. W 1728 roku został generał-gubernatorem Ingrii, Karelii i Finlandii.
Podczas panowania cesarzowej Anny Romanowej (i jej ministra Andrieja Ostermanna) w 1730 roku został feldmarszałkiem i przewodniczącym rady wojennej. Działając na tym stanowisku miał wielkie zasługi w reorganizacji armii rosyjskiej, m.in. zakładając korpus kadetów, który miał w przyszłości dostarczyć armii rosyjskiej wielu wybitnych oficerów. Od 1732 prezydent Kolegium Wojennego. W roku 1734 kierował oblężeniem Gdańska podczas wojny o sukcesję polską. W Gdańsku przebywał pretendent do polskiej korony Stanisław Leszczyński. W latach 1735–1739 dowodził wojskami rosyjskimi na Krymie i w Besarabii. W 1736 podczas wojny z Turcją prowadził działania na wybrzeżach Morza Czarnego, zdobywając m.in. w 1737 roku Oczaków, a w 1739 roku wygrywając bitwę pod Stawuczanami, po czym zdobył Chocim, co umożliwiło mu opanowanie Mołdawii.
Feldmarszałek Münnich po zakończeniu wojny zajął się aktywnie polityką. Z pomocą Münnicha, faworyt cesarzowej Anny Iwanowny książę Biron został regentem. Jednak w listopadzie 1740, za zgodą regentki Anny Leopoldownej rozpoczął rywalizację z księciem Kurlandii Ernestem Bironem, zakończoną aresztowaniem i zesłaniem Birona do Pełymia i wstąpieniem na tron w listopadzie 1741 cesarzowej Elżbiety Piotrowny. Elżbieta odprawiła Münnicha ze stolicy, który w drodze do granicy został aresztowany i skazany na śmierć. Potem jednak ułaskawiony i zesłany na Syberię, gdzie przebywał dwadzieścia lat, aż do wstąpienia na tron imperatora Piotra III w 1762 roku. Po powrocie ze zsyłki wpływów politycznych nie wykorzystywał. Cesarzowa Katarzyna II, która wkrótce zastąpiła Piotra III, powierzyła Münnichowi stanowisko generalnego dyrektora portów bałtyckich. Po kilku latach Münnich zmarł w roku 1767.
Patronował 13 pułkowi dragonów Armii Imperium Rosyjskiego.

## Odznaczenia
W 1735 został odznaczony polskim Orderem Orła Białego.